# Чемпионат мира по лёгкой атлетике в помещении 2012 — эстафета 4×400 метров (мужчины)
Соревнования в эстафете 4×400 метров у мужчин на чемпионате мира по лёгкой атлетике в помещении 2012 года в Стамбуле прошли 10 и 11 марта.

## Призёры
| Золото | Серебро        | Бронза            |
| США    | Великобритания | Тринидад и Тобаго |

## Финал
| Место | Страна            | Участники                                                           | Время   | Примечания |
| ----- | ----------------- | ------------------------------------------------------------------- | ------- | ---------- |
|       | США               | Фрэнки Райт, Кэлвин Смит, Мантео Митчелл, Гил Робертс               | 3:03.94 | SB         |
|       | Великобритания    | Конрад Уильямс, Найжел Левин, Майкл Бингхэм, Ричард Бак             | 3:04.72 | SB         |
|       | Тринидад и Тобаго | Лалонде Гордон, Ренни Коу, Джерим Ричардс, Джаррин Соломон          | 3:06.85 | NR         |
| 4     | Россия            | Сергей Петухов, Валентин Кругляков, Семён Голубев, Владислав Фролов | 3:07.35 | SB         |
| 5     | Испания           | Марк Ужакпор, Дэвид Теста, Самуэль Гарсиа, Хавьер Хэррион           | 3:10.01 | SB         |
| 6     | Польша            | Якуб Кржевина, Марцин Марцинизян, Грегорц Собинский, Лукаш Кравчук  | 3:11.86 |            |